# James Brown (actor)
James E. Brown (Desdemona; 22 de marzo de 1920-Woodland Hills; 11 de abril de 1992) fue un actor estadounidense de cine y TV, famoso por interpretar al teniente Ripley "Rip" Masters en la totalidad de los 166 episodios de la serie de televisión de la cadena ABC, Las aventuras de Rin tin tin.
En Rin tin tin, la historia de un niño y su perro pastor alemán, Brown aparecía como un joven oficial de un remoto puesto de la caballería de los Estados Unidos llamado Fuerte Apache. El actor infantil Lee Aaker interpretaba a Rusty, quien había quedado huérfano en un incursión de indios americanos y fue adoptado por las tropas del fuerte. En dos episodios, "Forward Ho" y "The White Buffalo," Brown cantó en su preciada voz de barítono.
En 1976, estuvo en una nueva temporada de Rin tin tin, la cual se extendió hasta los años ochenta.

## Biografía

### Inicios
Brown fue hijo del carpintero Floyd Brown y su esposa en el pueblo del boom del petróleo Desdemona en el condado de Eastland al este de Abilene, Texas. Asistió a la primaria y secundaria en Waco, en Condado McLennan en Texas, y luego se inscribió en la bautista Universidad de Baylor en Waco.
Tras un breve periodo como jugador profesional de tenis, Brown se embarcó en una carrera de cuatro décadas como actor, apareciendo en más de cuarenta películas que incluyeron títulos como Wake Island (1942), Air Force (1943), Going My Way (1944), donde compartió escenas con Bing Crosby, Objective, Burma! (1945), The Fabulous Texan (1947), en la que trabajó con John Wayne, Sands of Iwo Jima (1949), The Charge at Feather River (1953), Five Guns to Tombstone (1960) y Gun Street (1961).

### Televisión
Además de Las aventuras de Rin tin tin, apareció en programas infantiles como Aventuras de Superman (como Jim Carson en el episodio en 1954 "Around the World with Superman"), Sky King y El llanero solitario. En 1955 y 1957 apareció dos veces como actor invitado en la sitcom de American Broadcasting Company Ozark Jubilee.
En 1959, interpretó a Andy Clinton en dos episodios de la serie de la ABC Walt Disney's Wonderful World of Color, "Moochie of the Little League: Wrong Way Moochie" y "Moochie of the Little League: A Diamond Is a Boy's Best Friend", protagonizados por Kevin Corcoran y Russ Conway. En 1960, apareció en la serie de televisión de la cadena NBC, Laramie, como Lon MacRae en el episodio "Strange Company". Entre 1962 y 1966, apareció tres veces en distintos papeles en otra serie del Lejano oeste de la NBC The Virginian. En 1964, interpretó al sargento Quincy en el episodio "Not in Our Stars" de la serie del Lejano oeste de la NBC Daniel Boone. En otoño de 1966, interpretó al personaje Luke en la sitcom de la ABC The Rounders.
Entre 1960 y 1964, fue estrella invitada en ocho oportunidades en diferentes papeles en la serie de aventuras dramática de la cadena CBS Route 66. En 1966, trabajó en la serie de la ABC Honey West, y en 1969 fue estrella invitada de la serie de la ABC The F.B.I.. También apareció en Lassie (como el guarda forestal Mike McBride), en Gunsmoke (como Mark Feeney en el episodio de 1963 "Quint's Indian"), y en la serie policial de la ABC Starsky and Hutch (como R. J. Crow en el episodio de 1977 "Bloodbath"). Entre 1978 y 1986, actuó en 27 episodios como el detective Harry McSween en la serie de la CBS Dallas.

### Rol final y muerte
El último papel interpretado por Brown fue el del doctor Gordon Church en el episodio de 1988 "Mourning Among the Wisterias" de la serie de la CBS Murder, She Wrote.
Brown falleció a la edad de 72 años, víctima de cáncer de pulmón en Woodland Hills, California. Le sobrevivieron su esposa, Betty; tres hijas, Carol (Thies), Wendy, y Barbara, y una sobrina, Cynthia Brown, a quien consideraba como una cuarta hija.